# Magical Girl of the End
Mahou Shoujo of the End (魔法少女・オブ・ジ・エンド 'Mahō Shōjo obu ji Endo'?), es una serie japonesa de manga shōnen de acción y terror mágica escrita e ilustrada por Kentarō Satō. Ha sido publicado en inglés por Seven Seas Entertainment como Magical Girl Apocalypse desde el 14 de octubre de 2014 y en español por Ivrea España desde el 28 de mayo de 2015.

## Argumento
Un día, el estudiante secundaria Kogami Kii se encuentra atrapado en un extraño tipo de apocalipsis zombi, que involucra a 'chicas mágicas'. Mientras mira distraídamente por la ventana de la escuela, Kii ve lo que parece una niña golpeando a un maestro, haciendo que su cabeza explote violentamente. Convencido de que está soñando, va al baño para calmarse.
Desafortunadamente, lo que observó no es un sueño, y vuelve al salón de clases para encontrar a la niña espeluznante diciendo repetidamente "magical" mientras asesina a sus amigos y compañeros de clase. Pronto, Kii y su amiga de la infancia, una chica tranquila y frecuentemente intimidada llamada Tsukune, son testigos de la resurrección de los cadáveres de sus amigos convertidos en unos seres tipo zombi gritando la única palabra "magical". Ahora Kii y Tsukune deben tratar de resistir junto con los otros supervivientes, y tratar de descubrir qué ha sucedido con su mundo.

## Personajes

### Personajes Principales
Kii Kogami (児上 貴衣 Kogami Kii?)
Rintarou Akuta (芥 倫太郎 Akuta Rintarō?)
Tsukune Fukumoto (福本 つくね Fukumoto Tsukune?)
Yoruka Hanzawa (半沢 夜華 Hanzawa Yoruka?)
Kaede Sayano (鞘野 楓 Sayano Kaede?)
Wataru Himeji (姫路 弥 Himeji Wataru?)
Ren Kushiro (久代 蓮 Kushiro Ren?)

### Chicas Mágicas
Parasite M / Hana-chan (パラサイト・M / ハナちゃん?)
Hana-chan es un parásito parecido a un mosquito que entra por la boca, luego se adhiere al cerebro de la víctima tomando el control de esta. Ella es la única chica mágica con la capacidad de comunicarse con los humanos mientras habla a través de su anfitrión, generalmente con una voz infantil. La transformación de Hana-chan aumenta la fuerza física de su anfitrión y le permite tomar el control total del cuerpo, reduciendo la cabeza original a un crecimiento grotesco mientras la de ella toma su lugar. Su cabello también crece más y su flor se desplaza hacia el centro de la parte en su flequillo.
Attraction M / Roro (アトラクション・M / ロロ?)
La actividad principal de Lolo era usar su varita para atraer a las personas a una esfera muy por encima del suelo, y luego dejarlas caer a la muerte. Cuando ella intentó eso con Akuta, él la apuñaló en la cabeza con un cuchillo cuando se acercó lo suficiente, y tomó su varita.
Repulsion M / Coco (レパルション・M / ココ?)
Mientras que Lolo es una figura sonriente con horquillas en forma de corazón, Coco generalmente frunce el ceño y sus horquillas son una versión invertida de su gemelo. Del mismo modo, sus habilidades son opuestas: las varitas de Coco alejan a las personas y las cosas de ella a una velocidad increíble.

### Otros
Natsuki Inui (乾 なつき Inui Natsuki?)
Kasai (河西 Kasai?)
Miu Anai (穴井 美羽 Anai Miu?)
Tsutsumi (堤 Tsutsumi?)

## Media

### Manga
El manga Mahou Shoujo of the End es escrito e ilustrado por Kentarō Satō. Fue publicado por primera vez en junio de 2012 en la Bessatsu Shōnen Champion de Akita Shoten. El manga es licenciado en inglés por la editorial Seven Seas Entertainment. Un nuevo manga  fue creado el 4 de julio de 2013 por Kentarō Satō titulado Mahou Shoujo Site.

#### Volúmenes
Dieciséis volúmenes tankōbon se publicaron hasta septiembre de 2017.
| Núm. | Volumen                                                                                                   | Fecha de publicación    | ISBN                   |
| ---- | --- | ----------------------- | ---------------------- |
| 1    | Mahou Shoujo of the End Volumen 1 (魔法少女・オブ・ジ・エンド 第1巻 Mahō Shōjo Obu Ji Endo Dai 1 Kan?)    | 8 de enero de 2013      | ISBN 978-4-253-22026-2 |
| 2    | Mahou Shoujo of the End Volumen 2 (魔法少女・オブ・ジ・エンド 第2巻 Mahō Shōjo Obu Ji Endo Dai 2 Kan?)    | 8 de abril de 2013      | ISBN 978-4-253-22027-9 |
| 3    | Mahou Shoujo of the End Volumen 3 (魔法少女・オブ・ジ・エンド 第3巻 Mahō Shōjo Obu Ji Endo Dai 3 Kan?)    | 8 de julio de 2013      | ISBN 978-4-253-22028-6 |
| 4    | Mahou Shoujo of the End Volumen 4 (魔法少女・オブ・ジ・エンド 第4巻 Mahō Shōjo Obu Ji Endo Dai 4 Kan?)    | 6 de diciembre de 2013  | ISBN 978-4-253-22029-3 |
| 5    | Mahou Shoujo of the End Volumen 5 (魔法少女・オブ・ジ・エンド 第5巻 Mahō Shōjo Obu Ji Endo Dai 5 Kan?)    | 7 de marzo de 2014      | ISBN 978-4-253-22030-9 |
| 6    | Mahou Shoujo of the End Volumen 6 (魔法少女・オブ・ジ・エンド 第6巻 Mahō Shōjo Obu Ji Endo Dai 6 Kan?)    | 8 de septiembre de 2014 | ISBN 978-4-253-22031-6 |
| 7    | Mahou Shoujo of the End Volumen 7 (魔法少女・オブ・ジ・エンド 第7巻 Mahō Shōjo Obu Ji Endo Dai 7 Kan?)    | 8 de diciembre de 2014  | ISBN 978-4-253-22032-3 |
| 8    | Mahou Shoujo of the End Volumen 8 (魔法少女・オブ・ジ・エンド 第8巻 Mahō Shōjo Obu Ji Endo Dai 8 Kan?)    | 6 de marzo de 2015      | ISBN 978-4-253-22033-0 |
| 9    | Mahou Shoujo of the End Volumen 9 (魔法少女・オブ・ジ・エンド 第9巻 Mahō Shōjo Obu Ji Endo Dai 9 Kan?)    | 8 de julio de 2015      | ISBN 978-4-253-22034-7 |
| 10   | Mahou Shoujo of the End Volumen 10 (魔法少女・オブ・ジ・エンド 第10巻 Mahō Shōjo Obu Ji Endo Dai 10 Kan?) | 6 de noviembre de 2015  | ISBN 978-4-253-22035-4 |
| 11   | Mahou Shoujo of the End Volumen 11 (魔法少女・オブ・ジ・エンド 第11巻 Mahō Shōjo Obu Ji Endo Dai 11 Kan?) | 8 de abril de 2016      | ISBN 978-4-253-22037-8 |
| 12   | Mahou Shoujo of the End Volumen 12 (魔法少女・オブ・ジ・エンド 第12巻 Mahō Shōjo Obu Ji Endo Dai 12 Kan?) | 8 de julio de 2016      | ISBN 978-4-253-22038-5 |
| 13   | Mahou Shoujo of the End Volumen 13 (魔法少女・オブ・ジ・エンド 第13巻 Mahō Shōjo Obu Ji Endo Dai 13 Kan?) | 8 de diciembre de 2016  | ISBN 978-4-253-22039-2 |
| 14   | Mahou Shoujo of the End Volumen 14 (魔法少女・オブ・ジ・エンド 第14巻 Mahō Shōjo Obu Ji Endo Dai 14 Kan?) | 8 de marzo de 2017      | ISBN 978-4-253-22040-8 |
| 15   | Mahou Shoujo of the End Volumen 15 (魔法少女・オブ・ジ・エンド 第15巻 Mahō Shōjo Obu Ji Endo Dai 15 Kan?) | 7 de julio de 2017      | ISBN 978-4-253-22041-5 |
| 16   | Mahou Shoujo of the End Volumen 16 (魔法少女・オブ・ジ・エンド 第16巻 Mahō Shōjo Obu Ji Endo Dai 16 Kan?) | 8 de septiembre de 2017 | ISBN 978-4-253-22042-2 |

## Recepción
El Volumen 8 alcanzó el puesto 16 en las listas semanales de manga de Oricon vendiendo 75,572 copias. El volumen 14 obtuvo el puesto 33 vendiendo 21,384 copias, mientras que el volumen 15 obtuvo el puesto 48 vendiendo 26,290 copias.
Rebecca Silverman de Anime News Network le dio una calificación de B+ afirmando que es repulsivo y espeluznante con pistas sobre por qué han venido las chicas mágicas. La acción sin detenerse hace que sea difícil de dejar. Sin embargo fue crítica diciendo que puede ser demasiado asqueroso para algunos lectores y el fanservice puede afectarlo de manera incorrecta. Sato no tiene idea de cómo dibujar los senos y también los pies, ya que los dibuja demasiado pequeños para sostener a sus personajes.